# Спас-Угол (усадьба)
Спас-У́гол — утраченная дворянская усадьба в одноимённом селе Талдомского городского округа Московской области. Бывшее родовое имение Салтыковых, где 15 (27) января 1826 года родился и провёл первые десять лет жизни писатель-сатирик М. Е. Салтыков-Щедрин. Впоследствии писатель неоднократно посещал имение; последний визит состоялся в 1874 году в связи с похоронами матери, Ольги Михайловны Салтыковой.
Главный усадебный дом сгорел в 1919 году. От усадебного комплекса сохранились церковь Спаса-Преображения, в здании которой с 1986 года располагается музей писателя, фамильный некрополь, а также остатки парка с прудами.

## История
Село Спас-Угол впервые упоминается в писцовых книгах в 1627 году. Согласно распространённой версии, название происходит от посвящения местной церкви Спасу Преображению и от расположения села на «углу», где сходились границы трёх губерний: Московской, Тверской и Ярославской.
Имение принадлежало потомственным дворянам Салтыковым. Отец писателя, Евграф Васильевич Салтыков (1776—1851), был коллежским советником. Его супруга, Ольга Михайловна (урождённая Забелина, 1801—1874), происходила из купеческой семьи и обладала деловой хваткой, благодаря которой значительно расширила владения семьи: с 275 душ и 3,5 тыс. десятин земли до 2600 душ и 17,5 тыс. десятин, сделав Салтыковых одними из крупнейших помещиков Тверской губернии.
Михаил Салтыков родился в усадьбе и прожил здесь до 1836 года, после чего был отправлен на учёбу в Московский дворянский институт. Детские впечатления от жизни в Спас-Углу и наблюдения за крепостническим бытом легли в основу его последнего романа «Пошехонская старина», где родовое имение выведено под названием Малиновец. В трёх километрах от Спас-Угла до настоящего времени существует деревня Малиновец, также входившая в состав владений Салтыковых.
После Октябрьской революции усадьба была конфискована. В 1919 году главный усадебный дом сгорел. В советское время на территории имения располагались хозяйственные постройки колхоза, а в здании закрытой церкви до 1970-х годов находился склад для хранения семенного картофеля и удобрений.

## Архитектурно-парковый ансамбль

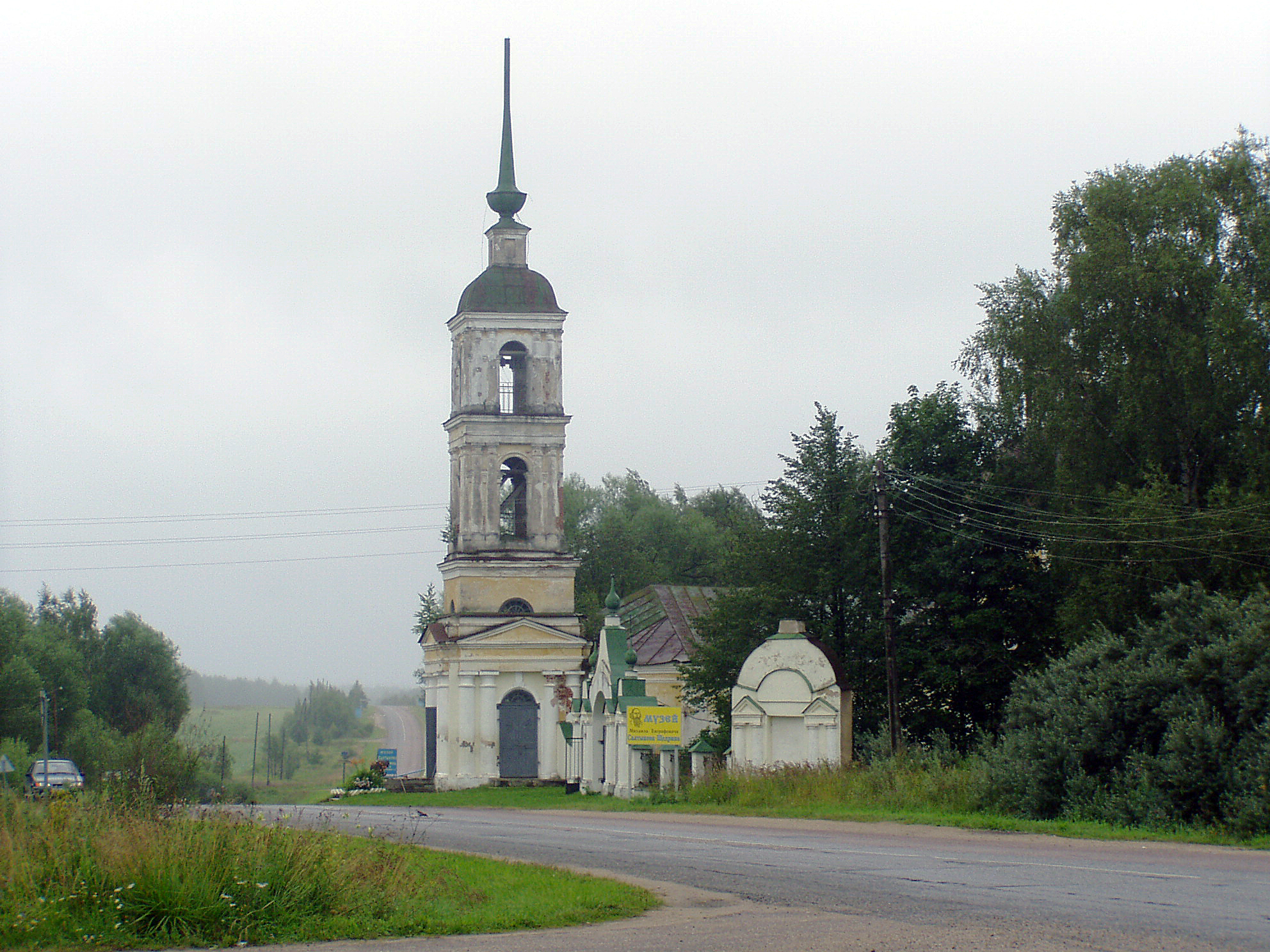
Церковь Спаса-Преображения

Главный усадебный дом был деревянным и не сохранился. Его облик известен по дореволюционным фотографиям и макету, представленному в музее.
Церковь Спаса-Преображения построена в 1797 году на средства бабушки писателя, помещицы Н. И. Салтыковой. В этой церкви был крещён новорождённый Михаил Салтыков. В 1930-е годы храм был закрыт и разорён. В 1970-е годы начались реставрационные работы под руководством архитектора Л. П. Поляковой. В 1986 году в здании церкви был открыт музей, а с 1994 года в части храма возобновлены богослужения.
Некрополь у стен церкви является местом захоронения предков и родственников писателя, включая его деда, бабушку, отца и братьев.
Усадебный парк со временем претерпел значительные изменения, однако сохранились липовые и хвойные аллеи, каскад прудов и источник «Иорданка».

## Музей М. Е. Салтыкова-Щедрина
Идея создания музея на родине писателя начала реализовываться в послевоенные годы. В 1957 году на территории бывшей усадьбы был установлен бюст-памятник М. Е. Салтыкову-Щедрину (копия работы скульптора Л. А. Бернштама).
В 1976 году, к 150-летнему юбилею писателя, было принято решение Совета министров РСФСР о восстановлении мемориальной усадьбы. 27 июля 1986 года в отреставрированном здании Преображенской церкви был открыт музей М. Е. Салтыкова-Щедрина, ставший филиалом Талдомского историко-литературного музея. Большой вклад в создание музея внесли местные энтузиасты и сотрудники Талдомского краеведческого музея во главе с директором Т. Н. Куликовой.
Экспозиция музея посвящена жизни и творчеству писателя, с акцентом на роман «Пошехонская старина». В ней представлены мемориальные вещи семьи Салтыковых (герб рода, личные предметы), документы, рукописи, фотографии, а также предметы крестьянского быта XIX века, макеты усадебных домов и иллюстрации к произведениям писателя, выполненные известными художниками.

## Культурное значение
- 7 (19) августа 1887 года недалеко от села совершил посадку воздушный шар «Русский», на котором учёный Д. И. Менделеев поднимался для наблюдения полного солнечного затмения[1].
- 8 ноября 1886 года больного писателя в Санкт-Петербурге посетила делегация революционно настроенного студенчества, в составе которой были Александр Ульянов и его сестра Анна Ульянова-Елизарова[3].

## Связанные объекты
- Усадьба Ермолино — имение, приобретённое в 1836 году матерью писателя О. М. Салтыковой. Здесь были построены усадебный дом и хозяйственные постройки, разбит парк и вырыт пруд. От усадьбы сохранились парк и пруд.
- Георгиевская церковь в селе Станки — храм, перестроенный в 1850-х годах на средства О. М. Салтыковой. В церковной усыпальнице находились надгробия самой Ольги Михайловны, её сына Ивана и дочери[2]. В настоящее время церковь заброшена и находится в руинированном состоянии.[4]